# I Am the Club Rocker
«I Am the Club Rocker» — второй студийный альбом румынской певицы INNA, выпущен 19 сентября 2011 года, через звукозаписывающие компании Roton, UMG и Ultra. Диск был спродюсирован известным румынским музыкальным трио Play & Win. Альбом содержит совершенно новые ретро звуки в стиле Евродэнс, Данс-поп и Хаус.

## Об альбоме
Первоначально альбом должен был называться Powerless, но Инна лично опровергла эту информацию на своей страничке в Твиттере. После выхода альбома Инна призвала своих поклонников по всему миру назвать себя Club Rockers, а также запустила специальный сайт, на котором все поклонники могут свободно общаться. Play & Win впоследствии признались, что альбом I Am the Club Rocker — лучшее, что они когда-либо делали, и что они хотели бы видеть его на вершинах чартов многих стран мира.
Для продвижения альбома Инна отправилась в тур, который получил название INNA en Concert (в переводе с французского Инна на концерте). В рамках тура Инна посетила Францию, Испанию, Германию, Турцию и Румынию. Тур пользовался большой популярностью и собрал огромное количество людей в Румынии. Осенью 2011 года Инна отправилась в промотур по Мексике, который также собрал многочисленные толпы.
Впервые альбом появился в Мексике 26 августа 2011 года, но официально выпущен был лишь 16 сентября этого же года. С момента выпуска альбом достиг 15-го места в альбомном чарте Валлонии и попал в сотню лучших в Мексике, правда, сначала высоких позиций не достиг, а после промотура Инны поднялся до 8-го места и продался огромным количеством экземпляров. Также альбом получил золотой статус в Польше и стал популярным в Чехии, Франции и на родине Инны — в Румынии ещё до официального релиза. После же официального релиза альбом получил золотой статус в Румынии и был назван «Альбомом года» лейблом Инны — Roton Records.

## Синглы
Первым синглом из альбома стала песня «Sun Is Up», занявшая 1 место в Болгарии, 2 место в Румынии и Франции и 3 место в России. Также сингл вошёл в двадцатку UK Singles Chart, так как дебютировал на 17 месте, а дошёл до 15 места.
Второй сингл «Club Rocker» был исполнен во время концерта Инны в Бухаресте 17 мая 2011 года. Официальная премьера сингла состоялась 30 мая 2011 года на испанской радиостанции Los 40 Principales. Песня Club Rocker стала довольно успешной, но достигла лишь 42 места в Румынии и 32 места во Франции. Между тем сингл достиг 14 места в Австрии и 55 места в Германии.
Песня «Un Momento» была выпущена в качестве третьего сингла с альбома и стала очень успешной, достигнув 12 места в Румынии и 42 места во Франции.
22 ноября 2011 года Инна подтвердила, что песня «Endless» станет четвёртым синглом из её альбома «I Am the Club Rocker». Песня и клип «Endless» вышли 25 ноября 2011 года. В Румынии сингл стал вторым наиболее успешным синглом после «Sun Is Up», достигнув 5 места в национальном румынском чарте.
5 апреля 2012 года Инна выпустила клип на пятый и последний сингл с альбома — песню WOW. Композиция ранее была выпущена в качестве промосингла для того, чтобы поддержать открытие магазина iTunes в Румынии в октябре 2011 года, а также, чтобы поддержать альбом «I Am the Club Rocker», вышедший в сентябре 2011 года. Песня WOW быстро стала хитом на радиостанциях Румынии, а после официального релиза достигла 10 места в национальном румынском чарте. Клип на песню также пользовался большой популярностью на музыкальных каналах Румынии.

## Список композиций
| №                   | Название                            | Автор(ы)                                     | Producer(s)            | Длительность |
| ------------------- | ----------------------------------- | -------------------------------------------- | ---------------------- | ------------ |
| 1.                  | «Un Momento» (featuring Juan Magan) | Sebastian Barac, Radu Bolfea, Marcel Botezan | Play & Win, Juan Magan | 3:24         |
| 2.                  | «Club Rocker» (featuring Flo Rida)  | Sebastian Barac, Radu Bolfea, Marcel Botezan | Play & Win             | 3:34         |
| 3.                  | «House Is Going On»                 | Sebastian Barac, Radu Bolfea, Marcel Botezan | Play & Win             | 3:16         |
| 4.                  | «Endless»                           | Sebastian Barac, Radu Bolfea, Marcel Botezan | Play & Win             | 3:14         |
| 5.                  | «Sun Is Up»                         | Sebastian Barac, Radu Bolfea, Marcel Botezan | Play & Win             | 3:44         |
| 6.                  | «W.O.W.»                            | Sebastian Barac, Radu Bolfea, Marcel Botezan | Play & Win             | 3:09         |
| 7.                  | «Señorita»                          | Sebastian Barac, Radu Bolfea, Marcel Botezan | Play & Win             | 3:17         |
| 8.                  | «We're Going in the Club»           | Sebastian Barac, Radu Bolfea, Marcel Botezan | Play & Win             | 3:14         |
| 9.                  | «July»                              | Sebastian Barac, Radu Bolfea, Marcel Botezan | Play & Win             | 3:55         |
| 10.                 | «No Limit»                          | Sebastian Barac, Radu Bolfea, Marcel Botezan | Play & Win             | 3:26         |
| 11.                 | «Put Your Hands Up»                 | Sebastian Barac, Radu Bolfea, Marcel Botezan | Play & Win             | 3:31         |
| 12.                 | «Moon Girl»                         | Sebastian Barac, Radu Bolfea, Marcel Botezan | Play & Win             | 3:33         |
| 13.                 | «Club Rocker» (Play & Win Remix)    | Sebastian Barac, Radu Bolfea, Marcel Botezan | Play & Win             | 4:09         |
| Общая длительность: | Общая длительность:                 | Общая длительность:                          | Общая длительность:    | 45:33        |

## Даты выхода
| Страна         | Дата             | Формат            | Лейбл            | Издание  |
| -------------- | ---------------- | ----------------- | ---------------- | -------- |
| Италия         | 19 сентября 2011 | Цифровая загрузка | Roton            | Standard |
| Канада         | 27 сентября 2011 | Цифровая загрузка | Roton            | Standard |
| Канада         | 19 марта 2013    | CD                | Sony             | Standard |
| Германия       | 23 сентября 2011 | CD                | Rodeo Media      | Standard |
| Ирландия       | 27 сентября 2011 | Цифровая загрузка | Roton            | Standard |
| Великобритания | 27 сентября 2011 | Цифровая загрузка | Roton            | Standard |
| США            | 27 сентября 2011 | Цифровая загрузка | Roton            | Standard |
| Польша         | 30 сентября 2011 | Цифровая загрузка | Magic            | Standard |
| Франция        | 24 октября 2011  | CD                | Universal        | Standard |
| Чили           | 7 ноября 2011    | Цифровая загрузка | Roton            | Standard |
| Венгрия        | 7 ноября 2011    | Цифровая загрузка | Roton            | Standard |
| Кения          | 7 ноября 2011    | Цифровая загрузка | Roton            | Standard |
| Макао          | 7 ноября 2011    | Цифровая загрузка | Roton            | Standard |
| Молдова        | 7 ноября 2011    | Цифровая загрузка | Roton            | Standard |
| Перу           | 7 ноября 2011    | Цифровая загрузка | Roton            | Standard |
| Португалия     | 7 ноября 2011    | Цифровая загрузка | Roton            | Standard |
| Румыния        | 7 ноября 2011    | Цифровая загрузка | Roton            | Standard |
| Австралия      | 11 февраля 2012  | Цифровая загрузка | Central Station  | Standard |
| Новая Зеландия | 11 февраля 2012  | Цифровая загрузка | Central Station  | Standard |
| Япония         | 11 июля 2012     | CD                | Warner           | Standard |
| Швеция         | 11 июля 2012     | CD                | Warner           | Standard |
| Мексика        | 25 сентября 2012 | Цифровая загрузка | Mas Label / Empo | Standard |
| Мексика        | 25 сентября 2012 | Цифровая загрузка | Mas Label / Empo | Deluxe   |